# 朱安沅
鄢陵端僖王朱安沅（1473年1月8日—1539年8月26日），明朝周藩第三代鄢陵王，鄢陵靖簡王朱同鋖的嫡長子。

## 生平
成化八年十二月初十日（1473年1月8日）午時生。初封鄢陵王長子，於弘治五年（1492年）五月獲賜誥命、冠服。正德十六年（1521年）八月，襲封鄢陵王。
嘉靖十八年閏七月十三日（1539年8月26日）未時，朱安沅去世，享年六十八歲，諡號端僖。兩年後，嫡長子朱睦枸襲爵。

## 家庭

### 妻
- 李氏（1475年－1557年），奉政大夫李環女，初封鄢陵王長子夫人，正德十六年（1521年）進封鄢陵王妃[1]

### 子
- 嫡長子：鄢陵長子→鄢陵恭昭王朱睦枸
- 庶次子：鎮國將軍朱睦榑
- 嫡三子：鎮國將軍朱睦櫻[5]
- 嫡子：鎮國將軍朱睦槄
- 嫡子：鎮國將軍朱睦機
- 庶子：鎮國將軍朱睦柲
- 庶子：鎮國將軍朱睦楞
- 庶子：鎮國將軍朱睦櫃
- 庶子：鎮國將軍朱睦柄
- 庶子：鎮國將軍朱睦榆

### 女
- 嫡女：文安縣主，儀賓張隆
- 嫡女：銅陵縣主，儀賓孫翰文
- 嫡女：南海縣主，儀賓劉麒
- 庶女：閩清縣主，儀賓郭臣
- 庶女：萬寧縣主，儀賓王元祐[1]